# Khalifa St. Fort
Khalifa St. Fort (née le 13 février 1998) est une athlète de Trinité-et-Tobago, spécialiste du sprint.

## Carrière
Le 16 juillet 2015, elle bat son record personnel sur 100 m, médaille d'argent, en 11 s 19 lors des Championnats du monde jeunesse à Cali. Elle remporte la médaille de bronze sur relais 4 x 100 m en raison de sa participation aux séries lors des Championnats du monde à Pékin.
Le 24 juin 2017, elle termine 3e des Championnats nationaux en 11 s 06, record personnel et qualification pour les Championnats du monde de Londres.

## Palmarès
| Date | Compétition                              | Lieu           | Résultat | Épreuve   | Marque  |
| ---- | ---------------------------------------- | -------------- | -------- | --------- | ------- |
| 2015 | Championnats du monde cadets             | Cali           | 2e       | 100 m     | 11 s 19 |
| 2015 | Championnats du monde                    | Pékin          | 3e       | 4 x 100 m | séries  |
| 2016 | Championnats du monde juniors            | Bydgoszcz      | 3e       | 100 m     | 11 s 18 |
| 2016 | Jeux olympiques                          | Rio de Janeiro | 5e       | 4 × 100 m | 42 s 12 |
| 2017 | Championnats panaméricains juniors       | Trujillo       | 1re      | 100 m     | 11 s 32 |
| 2017 | Championnats du monde                    | Londres        | 6e       | 4 x 100 m | 42 s 62 |
| 2018 | Jeux du Commonwealth                     | Gold Coast     | 6e       | 100 m     | 11 s 37 |
| 2018 | Jeux du Commonwealth                     | Gold Coast     | 4e       | 4 x 100 m | 43 s 50 |
| 2018 | Jeux d'Amérique centrale et des Caraïbes | Barranquilla   | 2e       | 100 m     | 11 s 15 |
| 2018 | Jeux d'Amérique centrale et des Caraïbes | Barranquilla   | 2e       | 4 x 100 m | 43 s 61 |
| 2018 | Championnats NACAC                       | Toronto        | 6e       | 100 m     | 11 s 28 |

## Records
| Épreuve | Temps   | Lieu           | Date         |
| ------- | ------- | -------------- | ------------ |
| 100 m   | 11 s 06 | Port-d'Espagne | 24 juin 2017 |
| 200 m   | 23 s 31 | Port-d'Espagne | 24 juin 2018 |